# Émilien de Nieuwerkerke
Pour les articles homonymes, voir Nieuwerkerke.
 (décembre 2020).
Émilien de Nieuwerkerke né à Paris le 16 avril 1811 et mort à Gattaiola près de Lucques le 16 janvier 1892 est un sculpteur, collectionneur d'œuvres d'art et haut fonctionnaire français du Second Empire.

## Biographie

### Origines familiales et premiers choix de carrière
D’origine hollandaise — son grand-père était fils adultérin d'un petit stathouder — Alfred Émilien O'Hara van Nieuwerkerke fils de Charles (Lyon, 1785 - Paris, 1864), officier hollandais légitimiste qui rentre à Paris avec Louis XVIII en 1815, et de Louise-Albertine de Vassan (morte en 1854), d'une famille noble du Soissonnais. Après avoir été page de Charles X en 1825, il entre quatre ans plus tard à l'école royale de cavalerie de Saumur, mais légitimiste il abandonne cette carrière à la chute du dernier Bourbon français ayant régné (juillet 1830).
Le 30 juin 1832, il épouse au château de Juvisy, Thécla de Monttessuy (1810-1884), sœur de Gustave de Monttessuy. Le couple se sépare rapidement pour incompatibilité d'humeur.

### Découverte de la sculpture
En 1834, lors d'un séjour italien de six mois, il découvre et se passionne pour la sculpture antique et est fasciné par le travail de Félicie de Fauveau, célèbre sculptrice rencontrée à Florence. Il décide de se lancer dans cet art à son retour. Il prend alors quelques leçons chez James Pradier et chez le baron Carlo Marochetti — un de ses premiers médaillons, Profil de femme (1838, plâtre), a été offert en 2009 au musée de la Vie romantique à Paris — et s'essaie à réaliser une statuette de son cousin Horace de Viel-Castel, qui devait être le conservateur du musée des Souverains au Louvre en février 1853, et chroniqueur de la Cour impériale. 
Cette occupation, qui lui convenait par la liberté qui s'y attache, le dispensa d'en trouver une autre. Il exécuta des commandes officielles et exposa au Salon à partir de 1842 avec un buste en marbre du comte Charles de Ganay. 
Une de ses œuvres les plus connues est Le Combat du duc de Clarence, dont un exemplaire en bronze figure depuis 1901 dans la collection royale anglaise à Osborne House. Le fondeur Susse l'édita de 1839 à 1875.
Depuis la destruction de novembre 1870 à février 1871 de son Monument à Napoléon Ier, statue équestre de 4,65 mètres de haut, inaugurée en sa présence par le prince-président le 20 septembre 1852 sur la plus grande place de la presqu'île de Perrache — actuelle place Carnot — à Lyon, le seul exemplaire est celui inauguré par lui-même, représentant de l'empereur le 20 août 1854 au centre de la place Napoléon de La Roche-sur-Yon (ex-Napoléon-Vendée), ville chef-lieu et préfecture de ce département fondée par lui. 
En 1860, le fondeur Susse l'édita en cinq tailles différentes (un exemplaire de la 2e grandeur est conservé au château de Compiègne).
En 1845, à l'occasion d'un voyage en Italie avec Henri d'Artois, comte de Chambord, il visita à Florence la collection du richissime Anatole Demidoff, sujet russe fait prince de San Donato par le grand-duc de Toscane, et amant de Valentine de Sainte-Aldegonde (1820-1891), épouse en 1839 du 3e duc de Dino, apparenté à Talleyrand.
Demidoff fut le mari de 1840 à 1847 de Mathilde-Létizia Bonaparte (1820-1904), dite la princesse Mathilde, fille unique de Jérôme Bonaparte et donc cousine germaine de Napoléon III. Nieuwerkerke devint son amant et en 1846 celle-ci quitta son mari pour s'installer dans un hôtel au 10, rue de Courcelles à Paris, qu'il lui avait trouvé ; leur liaison dura jusqu'en août 1869.

Œuvres d'Émilien de Nieuwerkerke
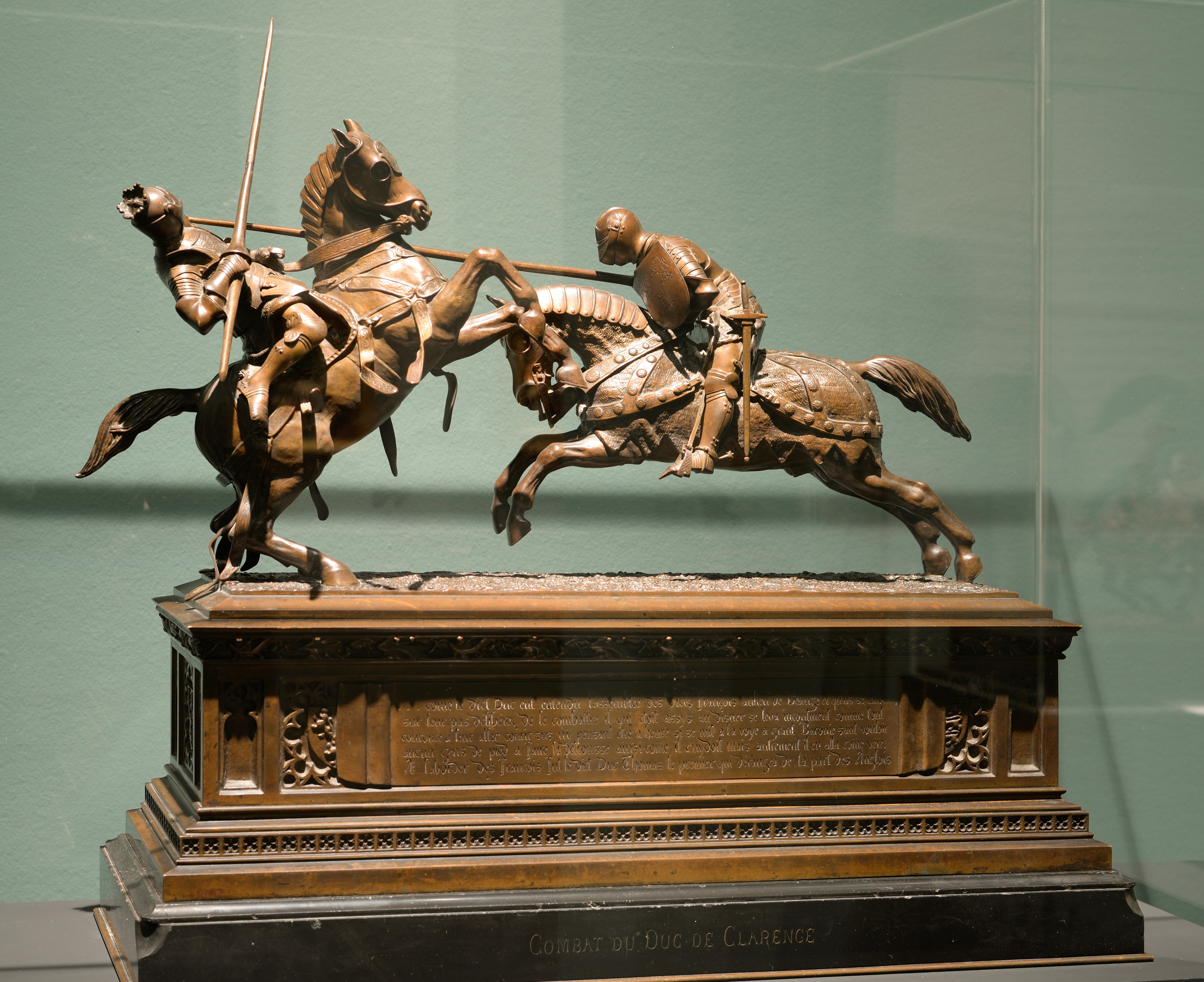
Le Combat du duc de Clarence (1839), château de Blois.
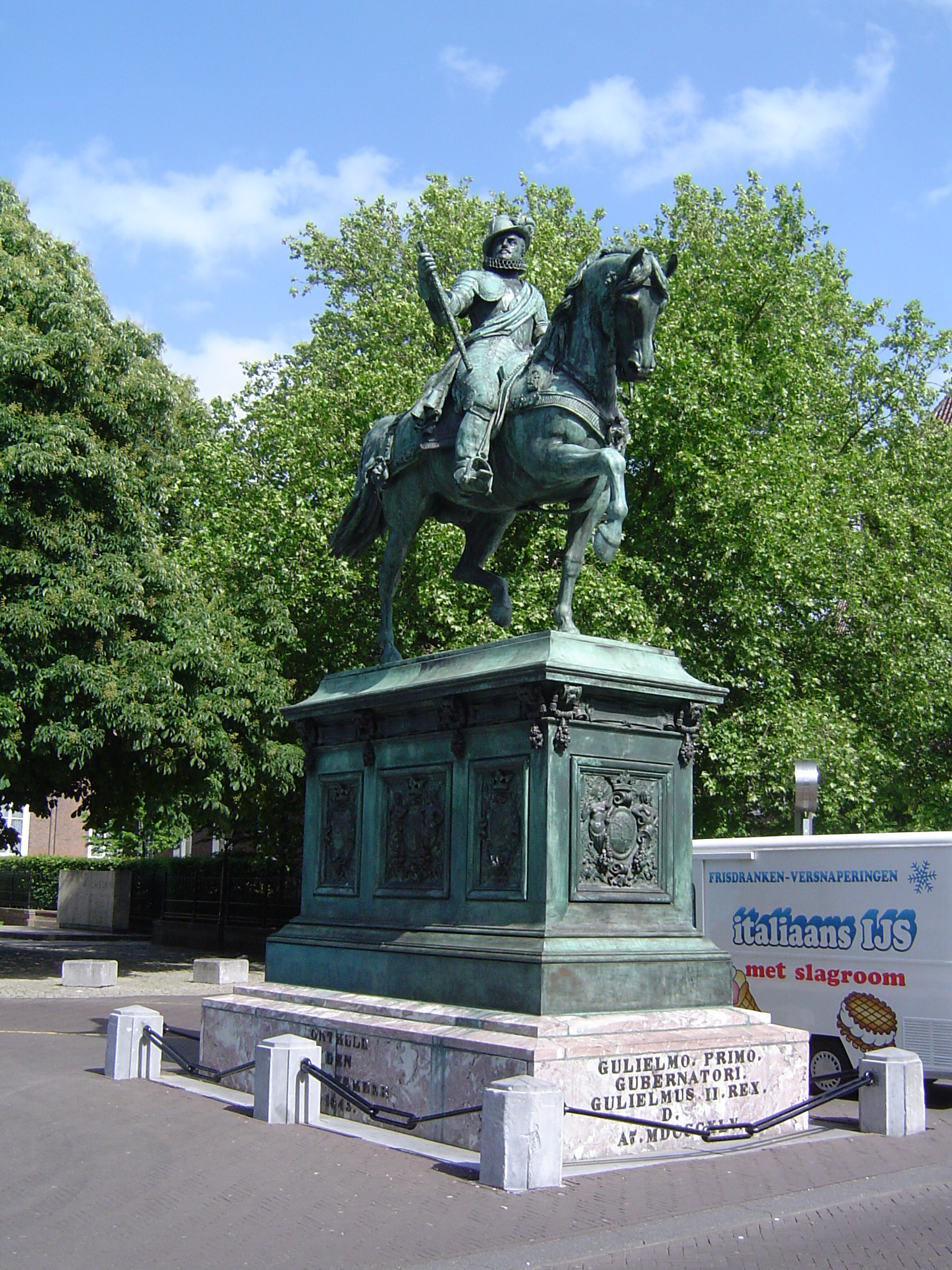
Monument à Guillaume Ier d'Orange-Nassau (1845), La Haye.
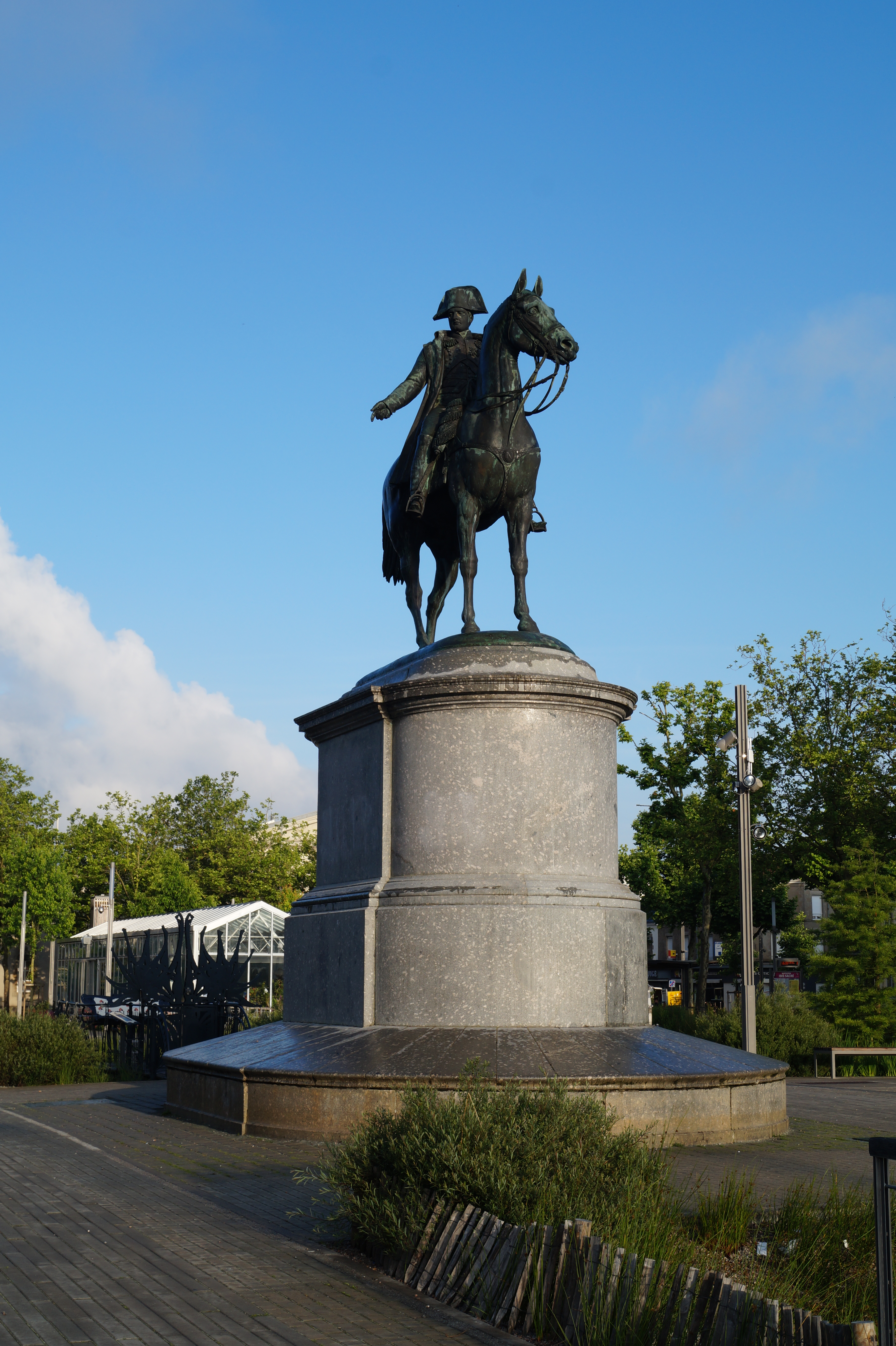
Monument à Napoléon Ier (1854), La Roche-sur-Yon.

### Une carrière de fonctionnaire au service du Second Empire

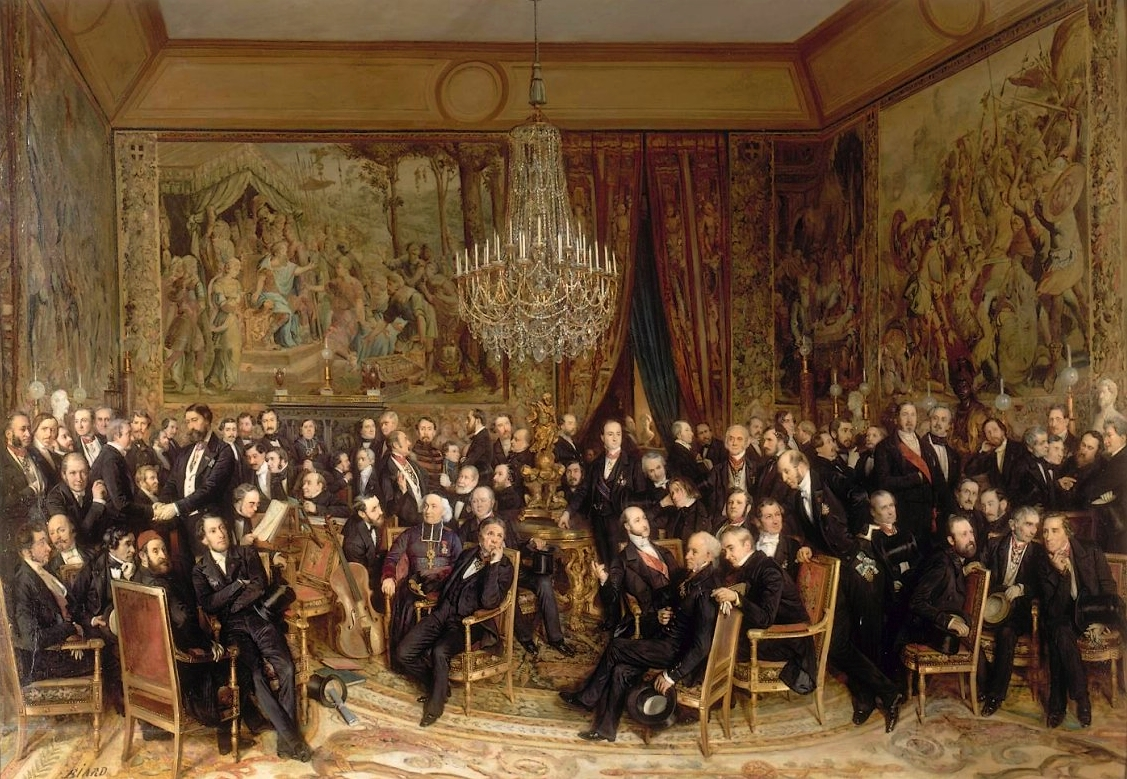
François-Auguste Biard, Le Salon de M. le comte de Nieuwerkerke (1855), palais de Compiègne.

À la suite du limogeage des fonctionnaires républicains, sa nomination comme directeur général des Musées est effective le 25 décembre 1849 et il s'installe au Louvre le lendemain. Colonel d'état-major de la Garde nationale, il soutient le coup d'État du 2 décembre 1851.
Membre libre de l'Académie des beaux-arts le 19 novembre 1853, il devient intendant des beaux-arts de la Maison de l'empereur le 5 juillet 1853, puis surintendant des musées impériaux en 1870. 
Jusqu'à la chute de l'Empire, il joua à ce titre un rôle très important dans la politique culturelle, tenant lieu en quelque sorte de premier ministre des Affaires culturelles. 
À sa demande en 1855, le peintre anglais William Wyld résidant à Paris exposera à la section française de l'Exposition universelle, la seconde après celle de Londres de 1851. 
Il est responsable de quatre musées : Louvre, Luxembourg, Versailles, puis de celui de Saint-Germain-en-Laye à sa création en 1862. Les objets d'art sont conservés sous sa responsabilité dans les palais impériaux. Il supervise également les commandes de tableaux, sculptures et gravures sur les fonds de la liste civile, ainsi que l'organisation du Salon annuel. Il mène à bien une difficile réforme de l'École des beaux-arts.
Il est l'objet de nombreuses attaques venant des artistes et des critiques, car ses goûts le portent vers l'art ancien et  l'académisme. Il ne fait pas d'acquisitions auprès d'artistes déjà reconnus qu'il n'apprécie pas, comme Camille Corot ou Gustave Courbet, ce dernier ayant, en 1854, refusé une commande.
Au printemps 1867, il autorise le peintre Claude Monet à occuper plusieurs fenêtres de la colonnade est du palais du Louvre afin de peindre, entre autres vues parisiennes, Le Quai du Louvre (musée municipal de La Haye).
Il est également sénateur et conseiller général de l'Aisne.

### La chute de l'Empire et l'exil
À Paris, Nieuwerkerke habite un hôtel particulier du quartier de Monceau au 13, rue Murillo dans le 8e arrondissement, une demeure-atelier d’artiste et galerie d’art « qui ne tire pas l’œil » qu’il fit bâtir par l’architecte Hector-Martin Lefuel sur une parcelle acquise des frères Péreire en mai 1869, qui fut terminée un an plus tard, trois mois avant l’effondrement du régime impérial qui l’oblige à présenter sa démission à Léon Gambetta. Prévenu de sa prochaine arrestation, il prend seul et malade le train pour Boulogne-sur-Mer, mais trouvé évanoui dans le compartiment, il est transporté à Saint-Valery-en-Caux où il demande le secours de la princesse Marie Cantacuzène (1821-1891), qu’il avait connue en 1862 chez la princesse Mathilde. 
Celle-ci l’accompagne avec sa fille Olga (1843-1929) à Londres, où en octobre il tente de vendre au musée de South Kensington « certains de ses plus petits objets d'art », provenant de son extraordinaire collection de plus de 800 objets anciens, dont il n'existe pas de liste ou d'inventaire : pièces de métal et d'orfèvrerie, sculptures, céramiques, émaux peints, verrerie, mobilier, armes et armures du Moyen Âge et de la Renaissance comprenant 100 épées, 60 dagues, 50 casques, 15 armures ou demi-armures, dont le seul exemplaire connu de harnachement gothique complet d'homme et de cheval (qui orna l'antichambre du cabinet de la surintendance des Beaux-Arts).
Après avoir vendu en avril 1871 son hôtel au collectionneur américain William Henry Riggs pour 188 500 francs, fin juillet à Paris il rassemble cette collection et la fait transporter à Londres, où il la cède en août pour 600 000 francs à Richard Wallace, grand collectionneur, ami du couple impérial, installé à Hertford House, une demeure qu'il fit aménager en musée. En juillet 1879, Nieuwerkerke le visite alors qu'il vient assister aux obsèques du prince impérial tué un mois plus tôt au Royaume zoulou.
Ces capitaux lui permettent de chercher un lieu d'exil en Italie où il acquiert en mai 1872 à Gattaiola, près de Lucques la villa Burlamacchi, datant du XVIe siècle, où il vivra ses vingt dernières années avec ses amies les princesses Cantacuzène. Il y recommence une plus modeste collection d'œuvres de la Renaissance italienne, mais revend rapidement les objets acquis.
Il y meurt en 1892 et est inhumé au cimetière de Lucques : à la demande d'Olga Cantacuzène, sa chapelle funéraire est ornée d'un buste par le sculpteur Jean-Auguste Barre. Philippe de Chennevières (1820-1899), son plus proche collaborateur, directeur des Beaux-Arts, démissionnaire en 1878, lui consacre un article nécrologique. 
L'actuelle propriétaire de la villa Rossi conserve plusieurs souvenirs français du comte : des photographies anonymes de ses bustes officiels en marbre du couple impérial pour réaliser des médaillons en biscuit de porcelaine de Sèvres (1853), ceux d'Olga Cantacuzène (1863) et de son époux le prince Lorenzo Altieri (1876 ?), ceux d'un couple de paysans de Lucques (1881) et des portraits officiels, dont celui en pied de l'impératrice (copie de celui de Winterhalter ?),.

## Distinctions
Par sa haute position, le comte de Nieuwerkeke fut nommé sous le Second Empire dans de nombreux ordres, notamment :
- Grand officier de la Légion d'honneur ;
- chevalier de seconde classe de l'ordre de la Couronne de fer ;
- grand-croix de l'ordre de Vasa ;
- grand-croix de l'ordre de Vila Viçosa ;
- grand-croix de l'ordre de Charles III d'Espagne ;
- grand-croix de l'ordre de Léopold ;
- grand-croix de l'ordre du Médjidié ;
- grand-croix de l'ordre de la Couronne de chêne ;
- grand-croix de l'ordre des Saints-Maurice-et-Lazare.